# Lucas Stassin
Lucas Frédéric Stassin (Braine-le-Comte, 29 novembre 2004) è un calciatore belga, attaccante del Saint-Étienne.

## Biografia
È figlio dell'ex calciatore professionista Stéphane Stassin.

## Carriera

### Club
Stassin è cresciuto nel settore giovanile dell'Anderlecht, con cui ha firmato il primo contratto professionistico il 14 giugno 2021. Nel 2022 è stato assegnato alla neonata squadra riserve, l'RSCA Futures, con cui ha esordito il 14 agosto nel match inaugurale del club pareggiato per 0-0 contro il Deinze. La settimana successiva ha segnato il suo primo gol nel successo per 2-0 sul Lommel. Ha debuttato con la prima squadra il 13 ottobre seguente nell'incontro della fase a gironi di Conference League perso 2-1 contro il West Ham Utd.
Il 27 luglio 2023 è stato ceduto a titolo definitivo al Westerlo e due giorni dopo, all'esordio col nuovo club, ha segnato il suo primo gol in carriera firmando il gol del definitivo 2-2 al 91' contro l'Eupen. Conclude la stagione con 9 reti in 26 presenze nella prima divisione belga.
La stagione seguente la inizia sempre in Belgio, tuttavia il 30 agosto 2024 firma un contratto quadriennale con il Saint-Étienne.

### Nazionale
Ha giocato nelle nazionali giovanili belghe Under-15, Under-16, Under-18, Under-19 ed Under-21.

## Statistiche

### Presenze e reti nei club
Statistiche aggiornate al 26 dicembre 2024.
| Stagione            | Squadra             | Campionato          | Campionato | Campionato | Coppe nazionali | Coppe nazionali | Coppe nazionali | Coppe continentali | Coppe continentali | Coppe continentali | Altre coppe | Altre coppe | Altre coppe | Totale | Totale | Totale |
| Stagione            | Squadra             | Comp                | Pres       | Reti       | Comp            | Pres            | Reti            | Comp               | Pres               | Reti               | Comp        | Pres        | Reti        | Pres   | Reti   |        |
| ------------------- | ------------------- | ------------------- | ---------- | ---------- | --------------- | --------------- | --------------- | ------------------ | ------------------ | ------------------ | ----------- | ----------- | ----------- | ------ | ------ | ------ |
| 2022-2023           | RSCA Futures        | 2D                  | 29         | 15         | -               | -               | -               | -                  | -                  | -                  | -           | -           | -           | 29     | 15     |        |
| 2022-2023           | Anderlecht          | D1                  | 3          | 0          | CB              | 0               | 0               | UECL               | 2                  | 0                  | -           | -           | -           | 5      | 0      |        |
| 2023-2024           | Westerlo            | D1                  | 26         | 9          | CB              | 1               | 0               | -                  | -                  | -                  | -           | -           | -           | 27     | 9      |        |
| ago. 2024           | Westerlo            | D1                  | 5          | 2          | CB              | -               | -               | -                  | -                  | -                  | -           | -           | -           | 5      | 2      |        |
| Totale KVC Westerlo | Totale KVC Westerlo | Totale KVC Westerlo | 31         | 11         |                 | 1               | 0               |                    | -                  | -                  |             | -           | -           | 32     | 11     |        |
| 2024-2025           | Saint-Étienne       | L1                  | 12         | 1          | CF              | 1               | 0               | -                  | -                  | -                  | -           | -           | -           | 13     | 1      |        |
| Totale carriera     | Totale carriera     | Totale carriera     | 75         | 25         |                 | 2               | 0               |                    | 2                  | 0                  |             | -           | -           | 79     | 25     |        |